# District de Briançon
Le district de Briançon est une ancienne division territoriale française du département des Hautes-Alpes de 1790 à 1795.
Il était composé des cantons de Briançon, Abriès, Château-Ville-Vieille, la Grave, le Monêtier-les-Bains, Névache, Saint-Martin-de-Queyrières et Vallouise.